# Kopi Luwak

Coffee-Alamid-Bohnen, geröstet, (Marbel, Südmindanao, Philippinen)

Kopi Luwak und Kape Alamid Coffee  sind Bezeichnungen für eine spezielle Form von Kaffee, salopp „Katzenkaffee“ genannt, die ursprünglich aus halb verdauten Kaffeebohnen in Exkrementen von in freier Wildbahn lebenden Fleckenmusangs (Schleichkatzen) hergestellt wurde. 
Heute findet die Produktion aufgrund der gestiegenen Nachfrage häufig in Käfigbatterien statt. Varianten findet man in Osttimor (indonesisch kopi laku) sowie in Vietnam (vietnamesisch Cà phê phân chồn, englisch fox-dung coffee / weasel coffee ‚Wieselkaffee‘).

## Allgemein
Die Bezeichnung Kopi Luwak stammt aus Indonesien von den Inseln Sumatra, Java und Sulawesi. Auf den Philippinen, in den Bergen von Südmindanao geerntet, wird er unter Kape Alamid oder Philippine Civet Coffee vertrieben; eine Mischung aus Arabica-, Liberica- und Excelsa-Bohnen. Es werden damit ausschließlich die Kaffeekirschen bezeichnet, die von einer bestimmten Schleichkatzenart gefressen und wieder ausgeschieden werden. Kopi ist das indonesische Wort für Kaffee. Musang luwak (örtlich Musang pandan) ist die indonesische Bezeichnung für den beteiligten wilden Fleckenmusang (Paradoxurus hermaphroditus, mit der Unterart P. hermaphroditus philippinensis in Südmindanao), aus der Gattung der Musangs stammend. In Vietnam heißt die Schleichkatze cầy hương auch chồn hương – sie ist für seine Entstehung unerlässlich.
Echter Kopi Luwak ist auch in Indonesien und auf Mindanao nicht einfach zu bekommen. Die echten Bohnen kann nur ein Spezialist unter dem Mikroskop oder mit dem Aromaprofil einer gaschromatografischen Analyse erkennen. Die Qualität dieses Kaffees ist nicht gleichbleibend, sondern hängt von der Art der gefressenen Kaffeebohne ab sowie von der Zeit, die sie auf dem Waldboden gelegen hat und vom Niederschlag. Ebenso beeinflusst die Trocknung die Qualität erheblich.
Schon Alfred Brehm hat Kopi Luwak im Jahr 1883 beschrieben.  Der Exkremente-Kaffee wurde von Einheimischen gesammelt, um daraus ein Getränk herzustellen, da der damals sehr wertvolle und mühsam angebaute Plantagenkaffee ausschließlich für Kolonialisten und deren Export bestimmt war.

## Entstehung

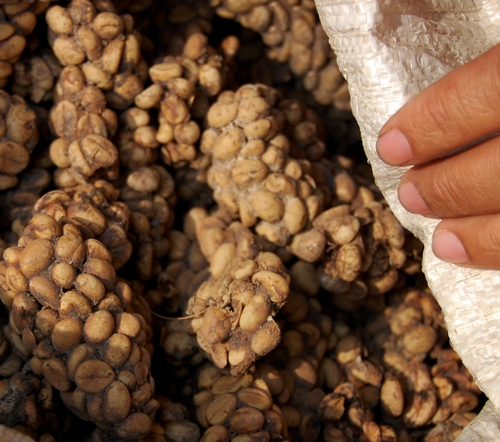
Unverdaut ausgeschiedene Kaffeebohnen von Schleichkatzen vor der Reinigung und Röstung

Der hauskatzengroße Baumbewohner ist vorwiegend nachtaktiv. Neben den Früchten der Kaffeepflanze ernährt er sich von anderen Früchten, gelegentlich von Kleinstsäugern und -reptilien, Eiern, frisch geschlüpften Küken, Insekten und Fledermäusen. Von den Kaffeefrüchten kann er aber nur das Fruchtfleisch verdauen, die Bohnen werden wieder ausgeschieden. Das Exkret wird von den Einheimischen eingesammelt. Dabei hilft dem Kundigen, dass die Schleichkatzen immer wieder an der gleichen Stelle ihr „Katzenklo“ aufsuchen. Die Bohnen werden gewaschen und leicht geröstet. Im Darm dieses Tieres sind die Kaffeekirschen einer Nassfermentation durch Enzyme ausgesetzt, welche die Geschmackseigenschaften ändert – es entsteht ein dunkles und volles, aber auch etwas „muffiges“ Aroma. Der britische Schauspieler John Cleese beschreibt den Geschmack als „erdig, modrig, mild, sirupgleich, gehaltvoll und mit Untertönen von Dschungel und Schokolade“.
Eine Untersuchung des kanadischen Lebensmittelchemikers Massimo Marcone von der University of Guelph in der Provinz Ontario zeigte winzige „Krater“ auf der Oberfläche der Kopi-Luwak-Bohnen, die bei herkömmlichen Kaffeebohnen fehlen. Er vermutet darin Spuren, die von den Verdauungssekreten der Schleichkatzen herrühren. Außerdem waren die in den Kaffeebohnen gespeicherten Proteine durch Verdauungsenzyme zum Teil ganz abgebaut, zum Teil in kleinere Moleküle gespalten, die dann beim Rösten der Bohnen Aroma und Geschmack mitbestimmen. Diese Fermentierung der Rohkaffeebohnen ist von der nassen Aufbereitung (washing) mit Milchsäurebakterien bereits bekannt. Im Unterschied zu trocken aufbereiteten Kaffees zeigen nass aufbereitete weniger Säure und nach der Röstung mehr Aldehyde (2-/3-Methylbutanal, Acetaldehyd) im Aroma.
Marcone vergleicht Kopi Luwak deshalb mit Sorten wie Jamaican Blue Mountain oder Peaberry aus Tansania. Jedoch auch von der äthiopischen Zibetkatze verdaute Kaffeebohnen weisen ähnliche Charakteristiken wie Kopi Luwak auf, und Marcone fand auch den Geschmack sehr ähnlich.

## Künstlich produzierter Kopi Luwak
Im Jahr 1996 konnten deutsche Wissenschaftler im Auftrag des vietnamesischen Unternehmens Trung Nguyen sechs Enzyme im Verdauungstrakt der Schleichkatzen isolieren. Es wurde eine patentierte synthetische Lösung mit diesen Enzymen entwickelt, um den natürlichen Effekt nachzubilden. Andere Kaffeearten, die den Geschmack des Kopi Luwaks bieten sollen, werden nicht mittels Enzymlösungen hergestellt, sondern aus einer Mischung von qualitativ hochwertigen Bohnen mit zusätzlichen Aromen.

## Wirtschaft
Ein Kilogramm der ungerösteten Bohnen kostet direkt bei den Erzeugern – z. B. einer Genossenschaft des Stammes der Blaa’n am Vulkan Matutum (Südmindanao, Philippinen) – unter 50 Euro. In der Provinzhauptstadt Medan (Nordsumatra) ist ein Kilogramm ungerösteter Kopi Luwak ab ca. 40 Euro, geröstet für circa 75 Euro erhältlich. In Europa wird der Rohkaffee für ca. 100 Euro im Großhandel und die gerösteten Bohnen ab 220 Euro / Kilogramm im Einzelhandel angeboten (Stand: 2012).

## Tierhaltung

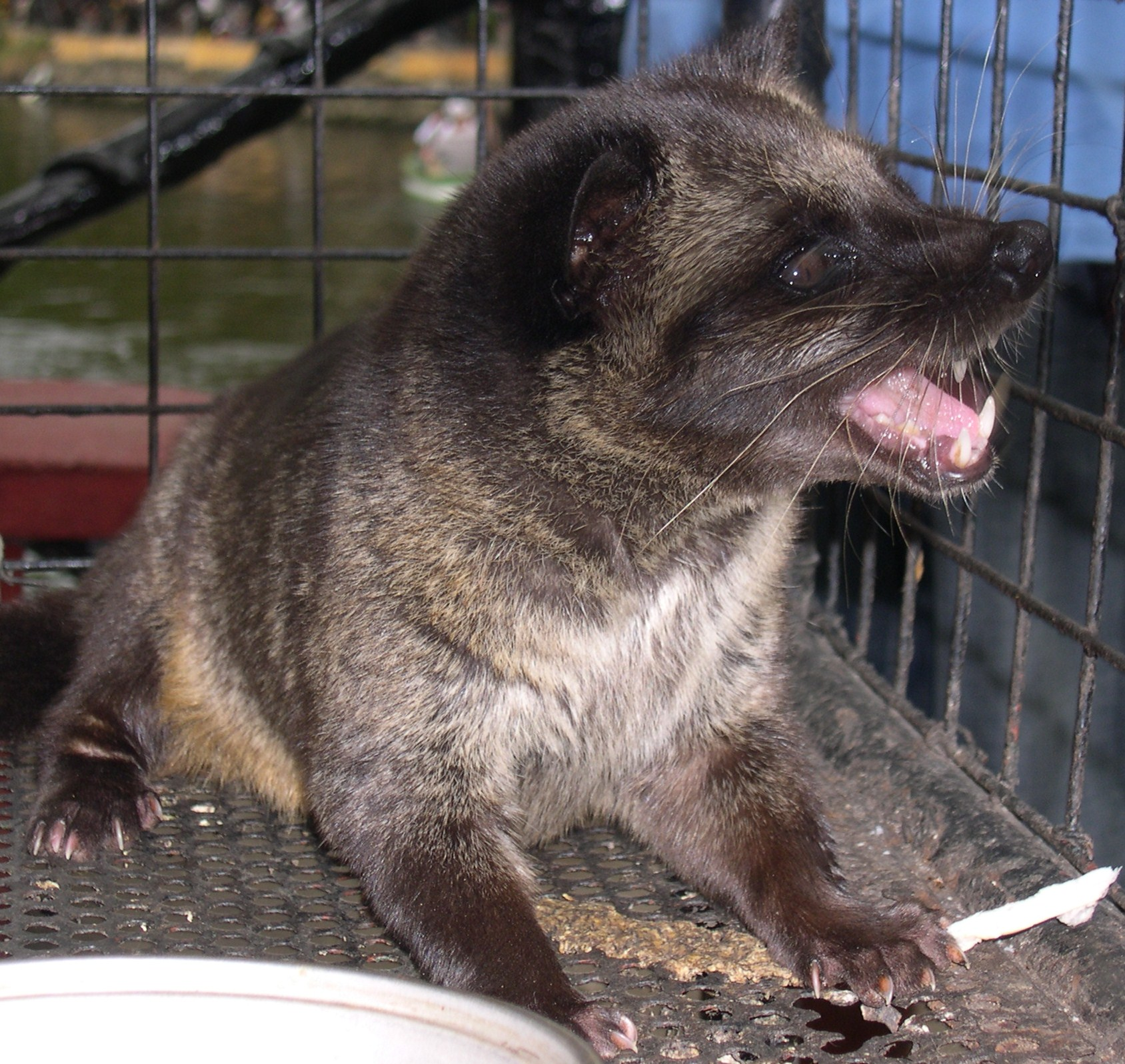
Fleckenmusang im Käfig

Der hohe Preis verleitet die Einheimischen dazu, die für die Produktion des „Katzenkaffees“ unerlässlichen Schleichkatzen zu fangen und mit Kaffeekirschen zu füttern. Nach Angaben von Tierschutzorganisationen werden dabei inzwischen Zehntausende von Tieren äußerst beengt in Käfigbatterien gehalten, wo sie fast ausschließlich und nicht artgerecht mit Kaffeekirschen ernährt werden.
Videomaterial der Tierrechtsorganisation PETA zeigt die „tierquälerischen Bedingungen“ der Massenhaltung. Viele Tiere leiden laut PETA „unter Mangelerscheinungen wie Haarausfall sowie an deutlich sichtbaren Verhaltensstörungen. Einige dieser Farmen […] bewerben die ausgeschiedenen Kaffeebohnen […] als Wildsammlung.“ Befürworter der Massenhaltung argumentieren, dass die Tiere kontrolliert Nahrung aufnehmen und der so gewonnene Kaffee kontrollierter erzeugt werden kann. Ferner würden Schleichkatzen vor der Verfolgung durch die Kaffeebauern, die die Schleichkatzen auf den Kaffeeplantagen nicht gerne sehen, geschützt. Mittlerweile gibt es auch schon einige Kaffeebauern, die sich einer ökologischen und tierschutzgerechten Produktion von Kopi Luwak angenommen haben, um einer Mangelernährung der Schleichkatzen vorzubeugen. Auf den Philippinen entstehen Käfig-Haltungssysteme, in welchen Motit Coffee bzw. Kape-Alamid-Kaffee hergestellt wird. Dieser schmeckt jedoch anders als Kopi Luwak, da die Kaffeebohnen anderer Herkunft sind und in ihrer Qualität einem Java-Kaffee nicht gleichzusetzen sind. Dies wirkt sich auch auf den Geschmack des Schleichkatzenkaffees aus.

## Film und Fernsehen
Im Drama Das Beste kommt zum Schluss von 2007 kommt dem Getränk eine besondere Bedeutung zu.